# 522 v.Chr.
Het jaar 522 v.Chr. is een jaartal volgens de christelijke jaartelling.

## Gebeurtenissen

### Perzië
- Kroonprins Smerdis, een broer van Cambyses II, grijpt naar de macht om zichzelf tot koning uit te roepen.
- Cambyses II moet zijn veldtocht in Egypte beëindigen en overlijdt aan een geïnfecteerde wond op de terugweg naar Susa.
- Een paleisrevolutie breekt uit, Darius I een prins uit het huis der Achaemeniden verjaagt Smerdis (Gaumata).
- Slag bij Sikayauvatish - Darius I verslaat Smerdis bij een onneembaar fort in het bergachtige Medië.
- Koning Darius I (522 - 485 v.Chr.) bestijgt de Perzische troon en herstelt het koninklijke gezag.
- Er breken opstanden uit in Elam, Medië, Parthië en in Bactrië aan de oostgrens van het Perzische Rijk.
- Een opstand onder Farvartish een afstammeling van Cyaxares II wordt onderdrukt, op bevel van Darius I worden hem de neus, oren en tong afgesneden.[1]
- In Babylon wordt Nidintu-Bel als koning Nebukadnezar III erkend.

### Griekenland
- Polycrates tiran van Samos wordt in Ionië vanwege zeeroverij gevangengenomen en gekruisigd.

## Geboren
- Pindarus (522 v.Chr. - 443 v.Chr.), Grieks dichter uit Thebe

## Overleden
- Cambyses II, koning van Perzië
- Nebukadnezar III, koning van Babylon
- Polycrates, tiran van Samos
- Smerdis, kroonprins van Perzië